# Пунакха (дзонгхаг)
Пунакха (дзонґ-ке སྤུ་ན་ཁ་རྫོང་ཁག, Вайлі Spu-na-kha rdzong-khag) — дзонгхаг у Бутані, відноситься до Центрального дзонгдею.

## Географія
Дзонгхаг розташований на заході Бутані в місці злиття річок Пхо і Мо, які формують річку Санкош, і займає площу 1095,99 км².
Температура повітря змінюється від —4 °C до +35 °C. Середньорічна кількість опадів 1,5 мм. Висоти коливаються від 1200 до 4800 м.
Територію дзонгхагу частково займає Національний парк Джігме-Дорджі, на території парку розташовані такі населені пункти як Пахо, Кхурі та ін.

## Економіка
В Пунакха розвинене сільське господарство, вирощується рис, овочі і фруктові рослини.
Також дзонгхаг є привабливим місцем для туристів, які цікавляться багатою історією Бутану.

## Населення
Перепис населення і житлового фонду в 2005 році показав, що в Пунакха проживають 17 715 осіб, з яких 50,7 % — чоловіки і 49,3 % — жінки. В дзонгхагу налічується 1891 домашнє господарство. Приблизно 12,9 % від загального числа населення живе в містах, в той час як 87,1 % від загального числа населення живе в сільських районах. 60,8 % населення грамотні, в той час як приблизно 39,2 % — неписьменні.

## Адміністративний поділ
Адміністративним центром дзонгхагу є місто Пунакха.
До складу дзонгхагу входять 11 гевогів:
- Барп
- Гоеншарі
- Гума
- Дзомо
- Кабджіса
- Лінгмукха
- Тало
- Тоеванг
- Тоепіса
- Чхубу
- Шенга-Бджіме

Пунакха (џонгхаг)
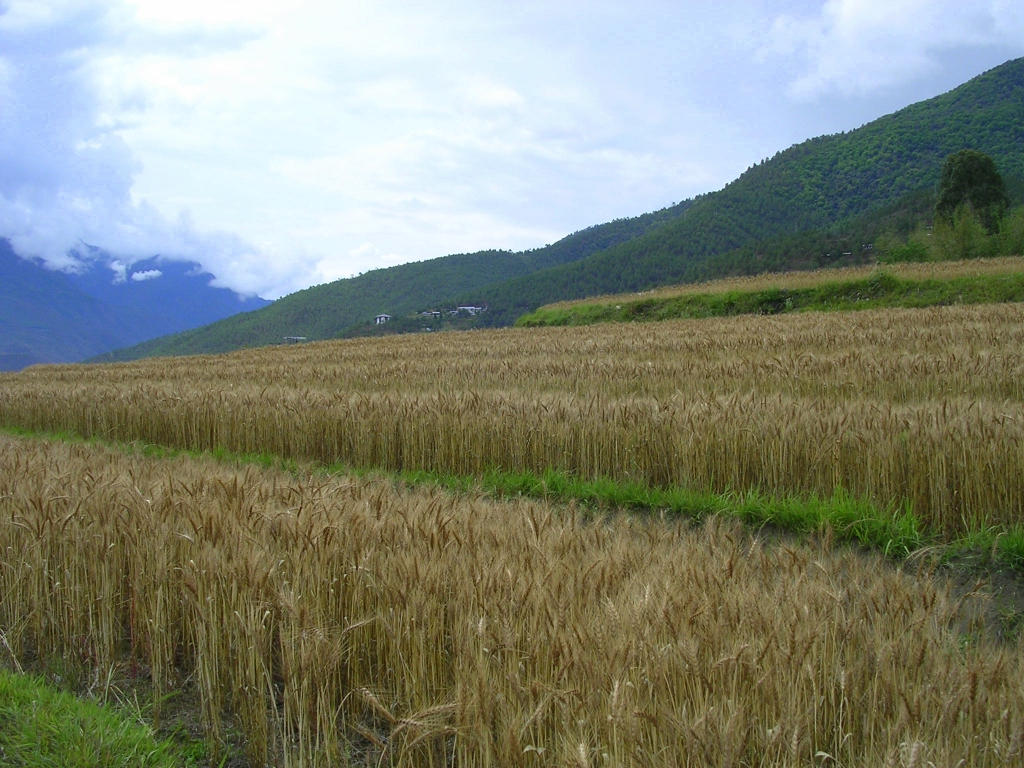
Терасне рільництво в долині Пунакха
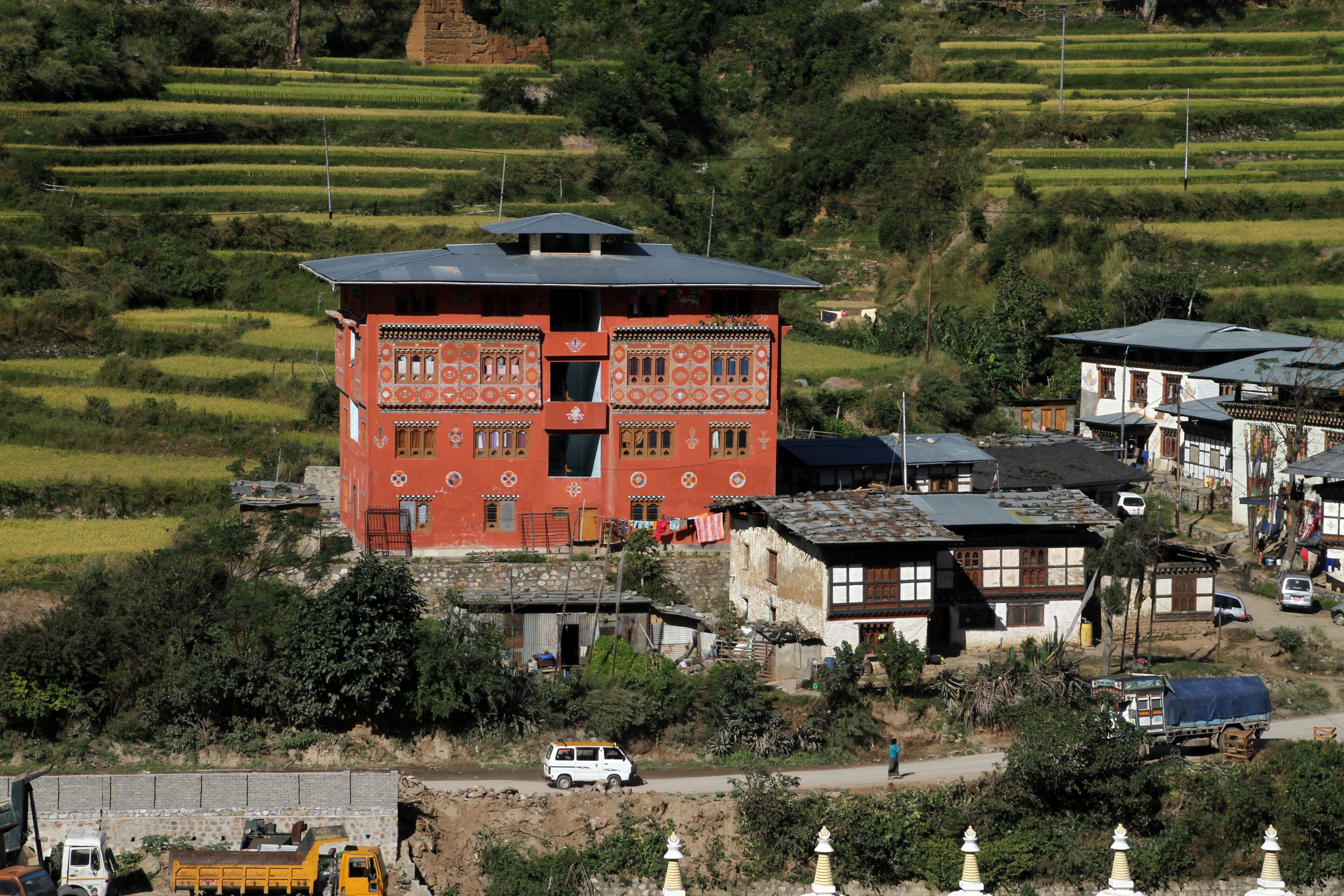
Punakha
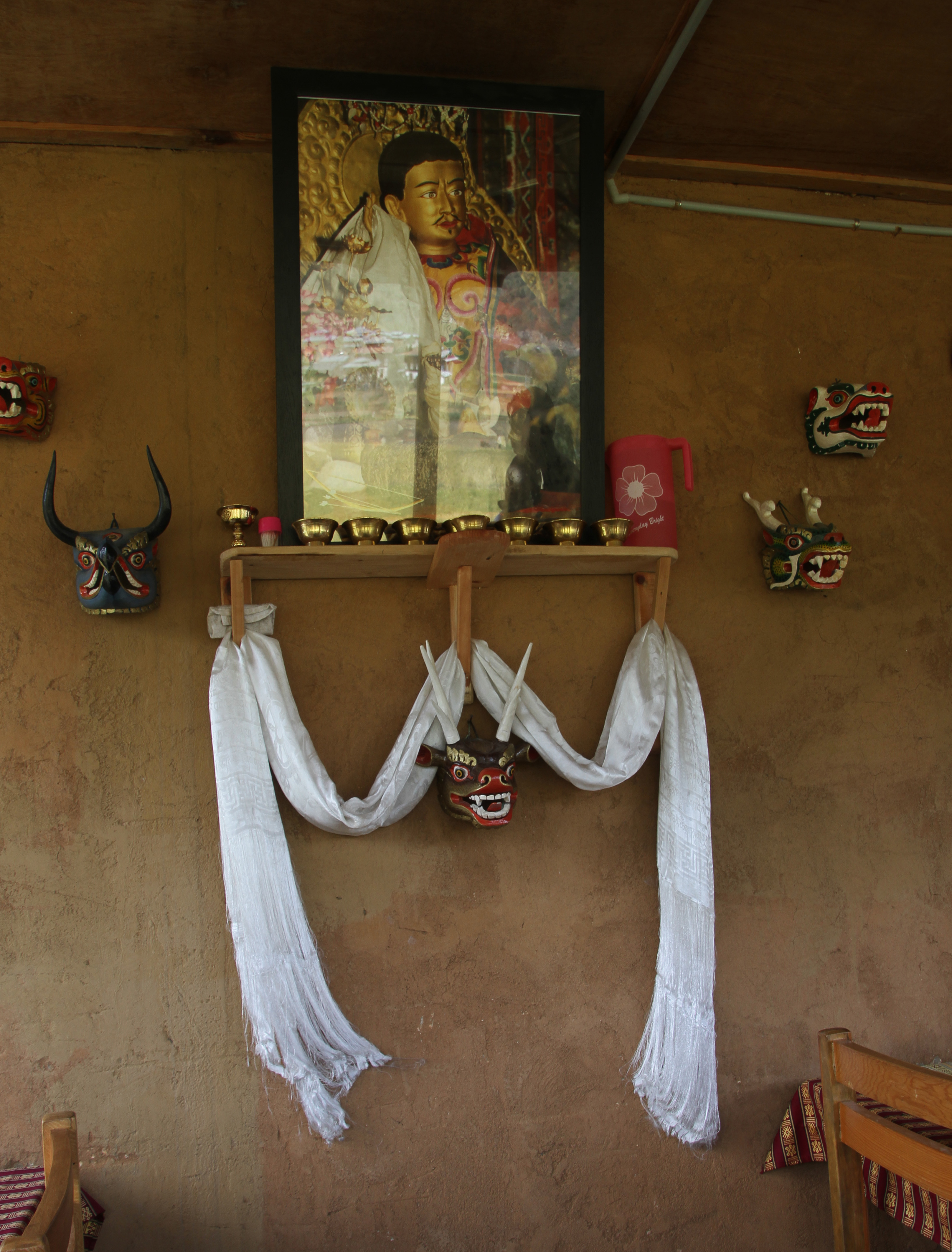
Punakha
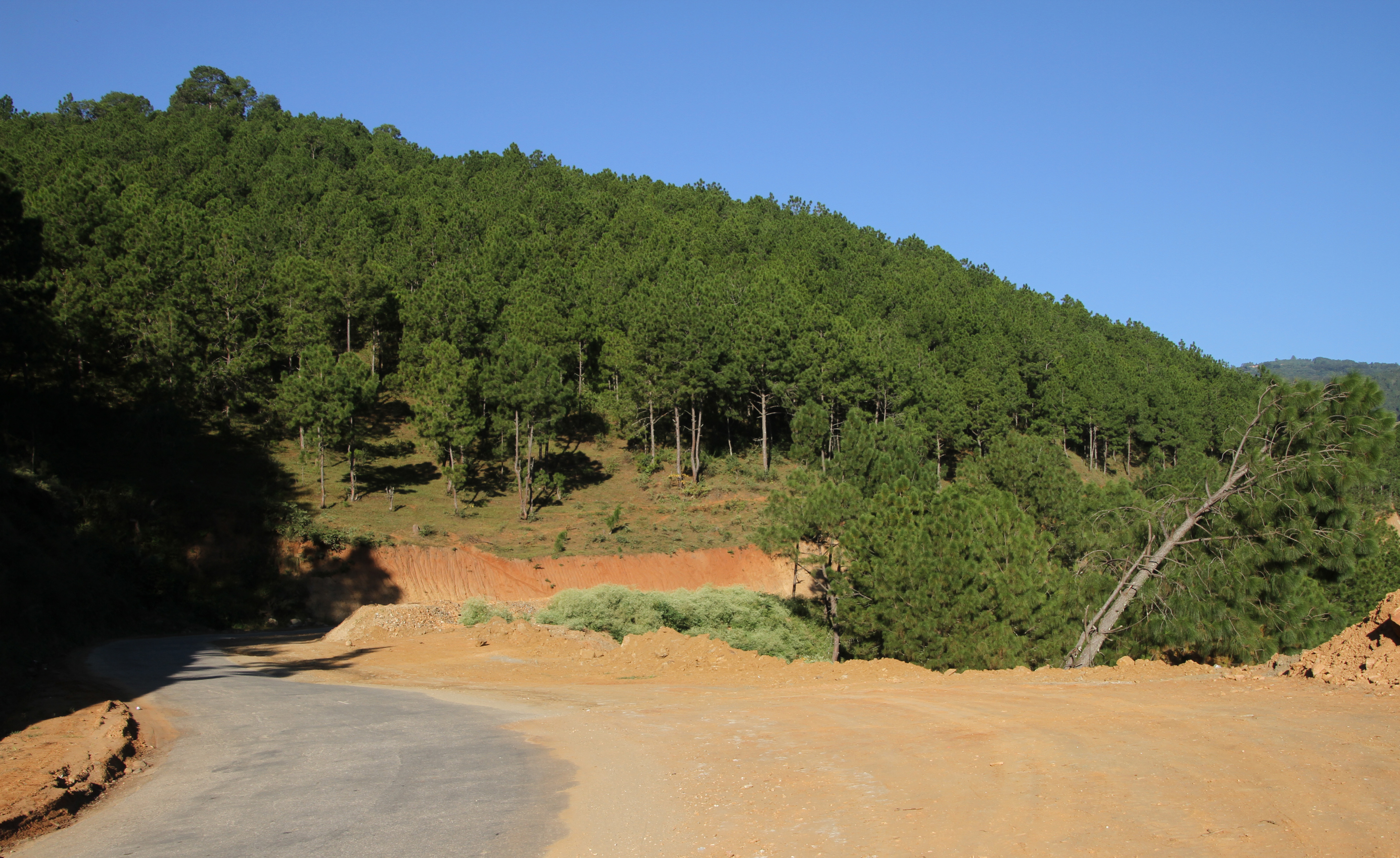
Lobesa
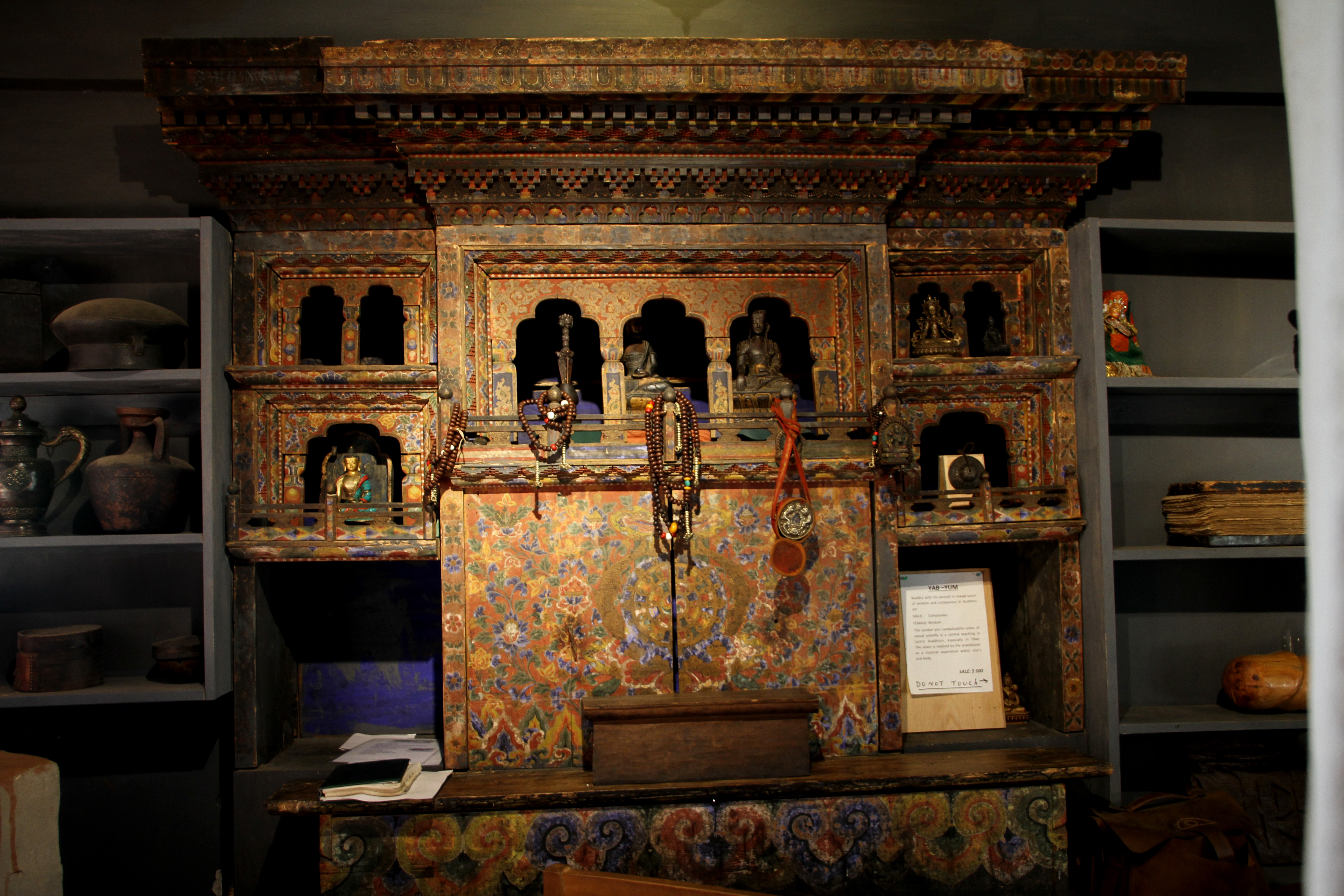
Lobesa
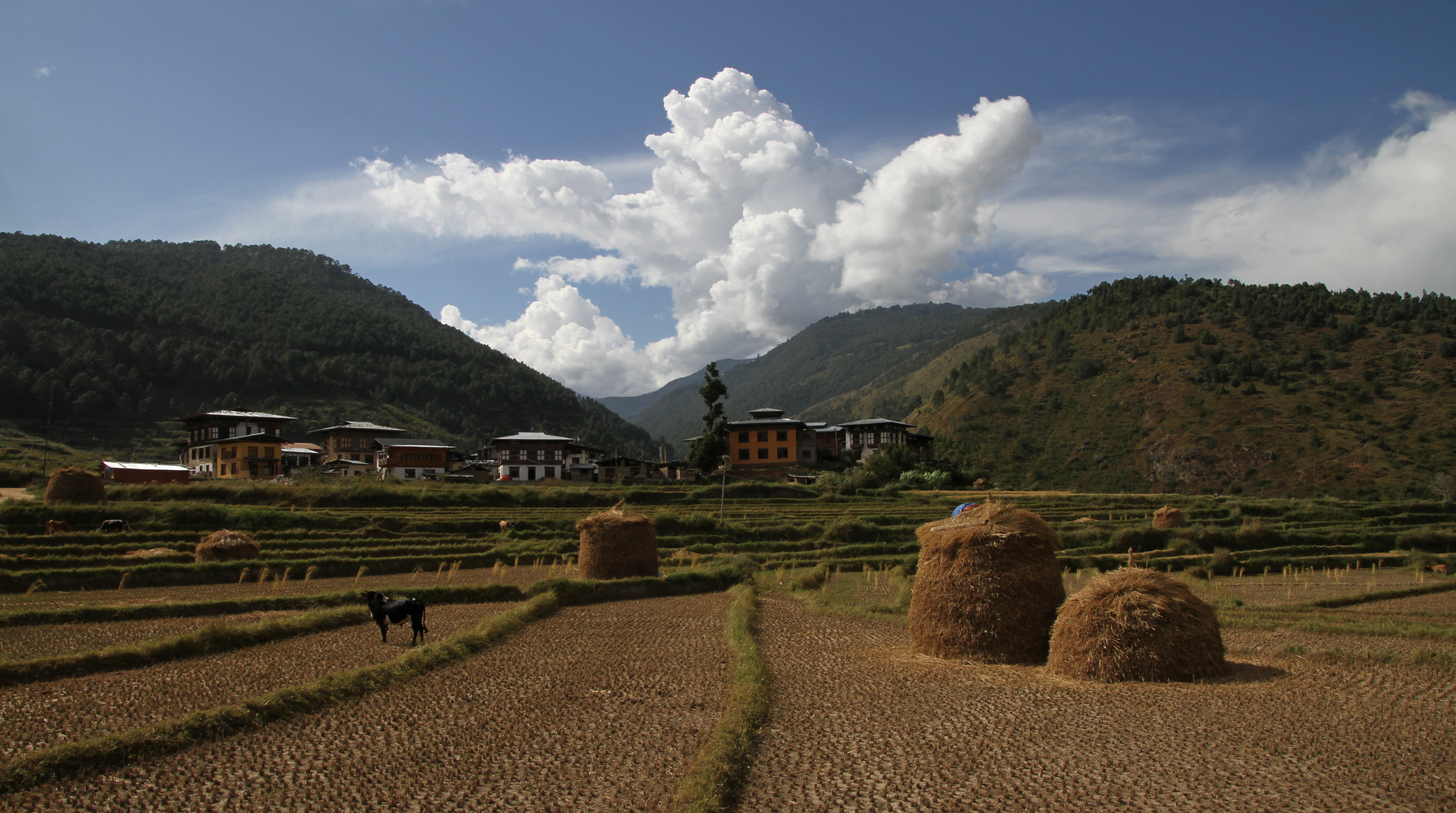
Chime Lhakhang